# Disharmonic Orchestra
Disharmonic Orchestra ist eine österreichische Death-Metal-/Grindcore-/Avantgarde-Metal-Band. Gegründet wurde sie 1987 in Klagenfurt. Zuerst wurden drei Demos veröffentlicht. Der Durchbruch gelang ihnen nach einem Auftritt mit Pungent Stench als Hauptgruppe, welcher ihnen einen Plattenvertrag mit Nuclear Blast im Jahre 1989 einbrachte. Die erste Platte war eine Split-LP mit der österreichischen Band Pungent Stench, welche ebenfalls bei Nuclear Blast unter Vertrag stand. Später veröffentlichten sie zwei eigenständige Alben unter dem Label Nuclear Blast. Für das dritte Album wurden sie von Steamhammer unter Vertrag genommen.
Die Alben klingen allesamt sehr unterschiedlich. Die Band nahm ab 1994 eine Auszeit. Diese Pause dauerte bis 2002, als sie ihr viertes Album Ahead herausbrachten. 2016 erschien das Album Fear of Angst.

## Diskografie
- The Antithesis (Demo, 1987)
- The Unequalled Visual Response Mechanism (Demo, 1988)
- Requiem for the Forest (Demo, 1988)
- Split-LP zusammen mit Pungent Stench (EP, 1989)
- Successive Substitution (EP, 1989)
- Expositionsprophylaxe (CD, 1990)
- Not to be Undimensional Conscious (CD, 1992)
- Mind Seduction (Single, 1992)
- Pleasuredome (CD, 1994)
- Ahead (CD, 2002)
- Fear of Angst (CD, 2016)
- Repulsive Overtones? 1988–1989 (Compilation CD, 2023)